# 제라르 드보쿨뢰르
제라르 앙리 드보쿨뢰르(Gérard Henri de Vaucouleurs, 1918년 4월 25일 ~ 1995년 10월 7일)는 프랑스의 천문학자이다.

## 같이 보기
- 드 보클레르의 법칙
- 은하 색등급도